# Juan Carlos Rulfo
Juan Carlos Rulfo (Ciudad de México, 24 de enero de 1964) es un cineasta mexicano.

## Biografía
Juan Carlos Pérez Rulfo Aparicio, es hijo del escritor mexicano Juan Rulfo y de Clara Aparicio de Rulfo, cursó sus estudios en la Universidad Autónoma Metropolitana Unidad Xochimilco (UAM-X), y en el Centro de Capacitación Cinematográfica (CCC) de la Ciudad de México. Heredero de la tradición de su padre, Juan Carlos ha sabido traducir a la narrativa cinematográfica las atmósferas rurales mexicanas que su padre consagró en su literatura y al mismo tiempo forjar por sí mismo una carrera que lo ha desmarcado de la sombra paterna para demostrar su talento.
Su ópera prima fue el cortometraje El Abuelo Cheno y otras historias (1995) realizado con el apoyo del CCC donde narra la vida de su abuelo. En 1999 se proyecta su primer largometraje: Del olvido al no me acuerdo, un documental filmado en la región de Llano Grande en Jalisco, lugar donde nació su padre, para realizar entrevistas a los habitantes preguntando si conocieron a Juan Rulfo. El resultado es un documental donde la figura de su padre pasa a segundo plano y lo más importante son las historias y vidas de los entrevistados, entre ellos su propia madre. Con este filme, Juan Carlos ganó cuatro Arieles en las categorías de ópera prima, mejor fotografía, mejor edición y mejor sonido; posicionándose como uno de los directores mexicanos contemporáneos más importantes.
En 2006 se proyecta su segundo largometraje: En el hoyo, un documental realizado en la Ciudad de México sobre la construcción de la ampliación de la avenida Periférico Sur en dicha ciudad. En este filme, el director se enfoca en retratar a los trabajadores involucrados en la obra vial y a mostrarnos el lado humano de una construcción tan importante para la capital mexicana. Con este documental, Juan Carlos ganó el premio al mejor documental internacional en el Festival de Cine de Sundance.
Posteriormente realizó un Documental Largometraje en referencia a la vida de las personas familiares de quienes emigran y que por diversas causas ya no regresan: Los que se quedan.
Su siguiente trabajo fue en 2011: ¡De Panzazo! codirigido por Carlos Loret de Mola, que hace un estudio de la educación en México. Su trabajo más reciente es Carriere 250 Metros (2011), película estrenada en el ochenta aniversario de Jean-Claude Carrière, en el marco del Festival de San Sebastián.

## Filmografía
| Date | Name | Note                             |  |
| ---- | --- | -------------------------------- |  |
| 1994 | El Abuelo Cheno y Otras Historias                                                                                     | Documental corto                 |  |
| 1998 | Las Despedidas | Dodocumental corto               |  |
| 1999 | Del Olvido al no me Acuerdo                                                                                           | Documental                       |  |
| 2000 | 10 Minutes | Cortometraje                     |  |
| 2000 | Diminutos del Calvario                                                                                                |                                  |  |
| 2006 | Tiemiehet | Documental                       |  |
| 2006 | El Crucero | Documental corto                 |  |
| 2006 | En el hoyo | Documental                       |  |
| 2008 | Los que se quedan | Documental                       |  |
| 2009 | FINCA Mexico: Stories of Hope                                                                                         | Documental corto                 |  |
| 2010 | Será por eso | Programa de televiión            |  |
| 2010 | Madero muerto, memoria viva                                                                                           |                                  |  |
| 2012 | Carrière, 250 meters                                                                                                  | Documental, codirector           |  |
| 2012 | De panzazo | Documental                       |  |
| 2012 | Diario de un Cocinero                                                                                                 | Miniserie de televisión          |  |
| 2014 | Héroes cotidianos: • La Cosecha                                                                                       | TV series documentary, 1 episode |  |
| 2015 | Grandes figuras del arte mexicano: • Juan Rulfo, palabras que saben a vida                                            | TV series documentary, 1 episode |  |
| 2017 | Cien años con Juan Rulfo• Juan Rulfo's Images • Pedro Páramo or writing as a profession • Towards the plain in flames | TV miniseries, 3 episodes        |  |
| 2017 | The Rock | Short documentary                |  |
| 2018 | Once Upon a Time | Documentary                      |  |
| 2019 | Lorena, Light-footed Woman                                                                                            | Short documentary                |  |
| 2021 | Cartas a Distancia | Documentary                      |  |